# Peltodoris mullineri
Espèce
Peltodoris mullineri est une espèce de nudibranches de la famille des Discodorididés.